# Beta trojana
Beta trojana, biljna vrsta iz prodice štirovki, jedna od nekoliko vrsta u rodu blitvi (Beta). 
Vrsta je ograničena na Tursku.

## Sinonimi
- Beta vulgaris var. trojana (Pamukç. ex Aellen) Ford-Lloyd & J.T. Williams